# Kandil simidi

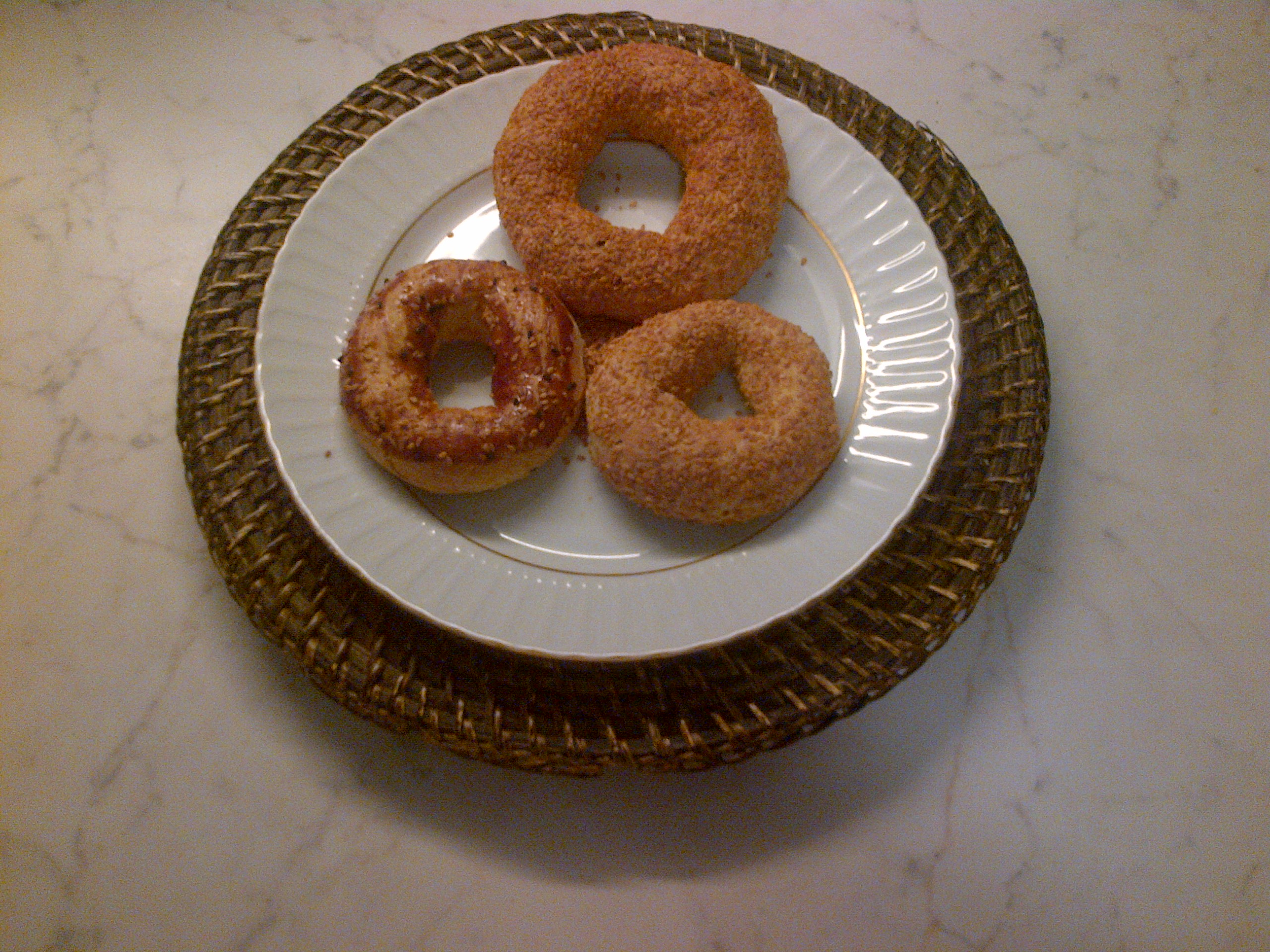
Tres varietats de kandil simidi.

El Kandil simidi és una varietat de simit a la cuina turca i la cultura de Turquia. Es consumeix especialment en els kandils (festivitat musulmana religiosa), com ara Nit del Destí, encara que es preparen en moltes fleques tot l'any. El kandil simidi té diverses varietats.